# Fakultät für Politikwissenschaften und internationale Studien der Universität Warschau
Die Fakultät für Politikwissenschaften und internationale Studien der Universität Warschau (poln. Abkürzung WNPiSM UW) – Fakultät der Universität Warschau, die die Didaktik und wissenschaftliche Forschungen in den Bereichen Politikwissenschaften, Sozialpolitik, Auslandsbeziehungen, interne Sicherheit und Europawissenschaften führt. Sie führt auch Studien in englischer Sprache: Political Science, International Relations oraz European Politics and Economics.
Die Fakultät für Politikwissenschaften und internationale Studien ist eine der größten Einrichtungen in Mitteleuropa, die sich mit Didaktik und Forschung befasst. Die wissenschaftliche Gemeinschaft besteht aus über 180 wissenschaftlichen Mitarbeitern, die an über 20 Forschungsstipendien beteiligt sind. Innerhalb der Mauern der Fakultät werden 3500 Studenten und etwa 100 Doktoranden ausgebildet. Die wissenschaftlichen Leistungen steigen jedes Jahr um mehrere Dutzend Veröffentlichungen: Artikel, Zeitschriften, Büchern und wissenschaftliche Veranstaltungen, Konferenzen und Seminare. Im Rahmen der internationalen Zusammenarbeit hat die WNPiSM UW fast 250 Verträge mit ausländischen Universitätszentren unterzeichnet.
Die Fachrichtungen, die von WNPiSM UW geführt werden, erhalten auf globaler Ebene immer höhere Noten, nachdem die Einrichtung die Position des Spitzenreiters im Bereich des Unterrichten von Politikwissenschaft beibehalten hat. Die Politikwissenschaft nimmt zusammen mit den der Fachrichtung Auslandsbeziehungen derzeit einen der Plätze im Rang 300 bis 400 Plätze im Shanghai – Hochschulranking 2020 ein, jedoch im QS World University Ranking belegte sie eine der Positionen im Rang 151–200.

## Geschichte
Die Geschichte der Universität Warschau reicht bis ins Jahr 1816 zurück. Einhundert Jahre später, 1917, wurde als Teil der Universität die erste Schule für Politikwissenschaften gegründet. Die Anfänge der heutigen Fakultät lassen sich auf das Institut für Politikwissenschaften zurückführen, das 1967 im Rahmen der Struktur der Philosophischen Fakultät gegründet wurde. 1975 wurde die Fakultät für Journalismus und Politikwissenschaften gegründet, die im Laufe der Zeit den Forschungsbereich um Auslandsbeziehungen, Sozialpolitik, Europawissenschaften und interne Sicherheit erweiterte. Im Jahr 2016 verließen die Fakultät die Wissenschaftler im Bereich Journalismus, was dazu führte, dass die Bezeichnung der Fakultät geändert wurde. Seit 2019 arbeitet WNPiSM in einer neuen Struktur, in der 15 wissenschaftliche Abteilungen und 2 Forschungszentren eingerichtet wurden.

## Gegenwärtig
Am 1. Juli 2019 trat eine neue Organisationsstruktur der Fakultät in Kraft, die die Forschungsaktivitäten stärkte und im Rahmen der, die Fakultät in 15 starke Wissenschaftliche Zentren und 2 unabhängige Forschungszentren unterteilt wurde:
- Abteilung für interne Sicherheit
- Abteilung für politische Geschichte
- Abteilung für Diplomatie und internationale Institutionen
- Abteilung für Politikforschungsmethodik
- Abteilung für Staatslehre und öffentliche Verwaltung
- Abteilung für Politiken der Europäischen Union
- Abteilung für Sozialpolitik und Versicherungen
- Abteilung für Recht und Institutionen der Europäischen Union
- Abteilung für Soziologie der Politik und des politischen Marketings
- Abteilung für Strategiestudien und internationale Sicherheit
- Abteilung für regionale und globale Studien
- Abteilung für Oststudien
- Abteilung für politische Systeme
- Abteilung für politische Theorie und politisches Denken
- Abteilung für Arbeitssystem und Arbeitsmarkt
- Zentrum für Forschung über das zeitgenössische Israel und die jüdische Diaspora
- Forschungszentrum für Menschenhandel

### Zusammenarbeit mit inländischen Einrichtungen
Die Fakultät arbeitet unter anderem mit: der Kanzlei des Präsidenten der Republik Polen, der Kanzlei des Vorsitzenden des Ministerrates, der Anstalt für Sozialversicherungen (poln. Zakład Ubezpieczeń Społecznych ZUS), dem Innenministerium, dem Außenministerium, der Staatlichen Akademie der Wissenschaften, Hauptschule der Feuerwehr, Polizeihochschule, dem Grenzschutz zusammen.

### Zusammenarbeit mit ausländischen Einrichtungen

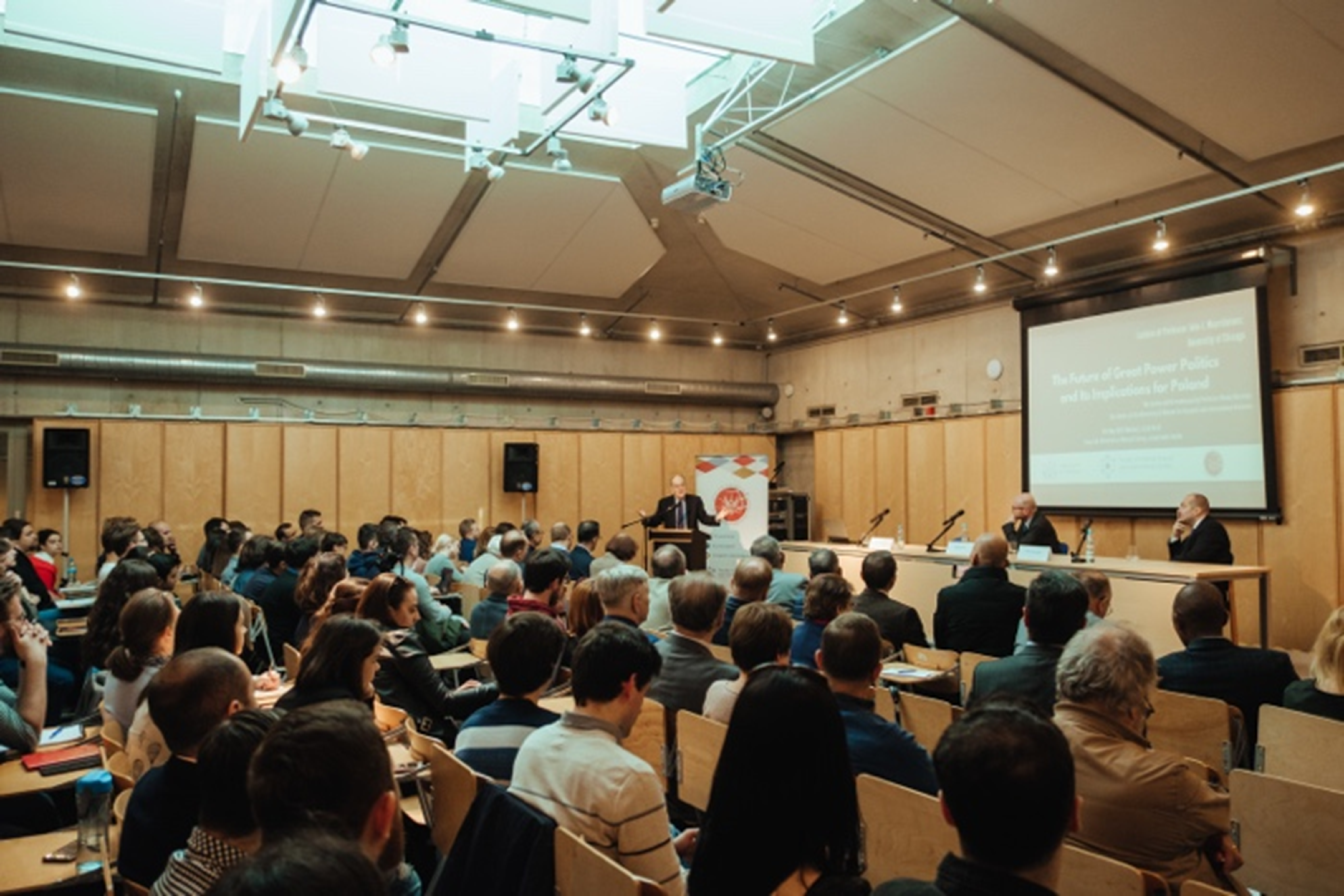
Gastvorlesung von John Mearshimer (University of Chicago)

Die Abteilung arbeitet mit: der Europäischen Kommission, dem Europäischen Parlament, dem Europäischen Wirtschafts- und Sozialausschuss, der Vertretung der Europäischen Kommission in Polen, der Internationalen Arbeitsorganisation (ILO), der Organisation für wirtschaftliche Zusammenarbeit und Entwicklung (OECD) zusammen.
Die Fakultät kooperiert mit 212 Universitäten im Rahmen des europäischen Programms Erasmus+. Darüber hinaus hat die Fakultät bilaterale Abkommen mit vielen renommierten Universitäten der Welt unterzeichnet, darunter:
- Fudan University
- Waseda University
- Tecnológico de Monterrey
- University of Haifa
- Peking University
- Centro de Investigación y Docencias Económicas, A.C.
- Victoria University of Wellington
- The Northeastern Illinois University (NEIU), Chicago

## Gebäude

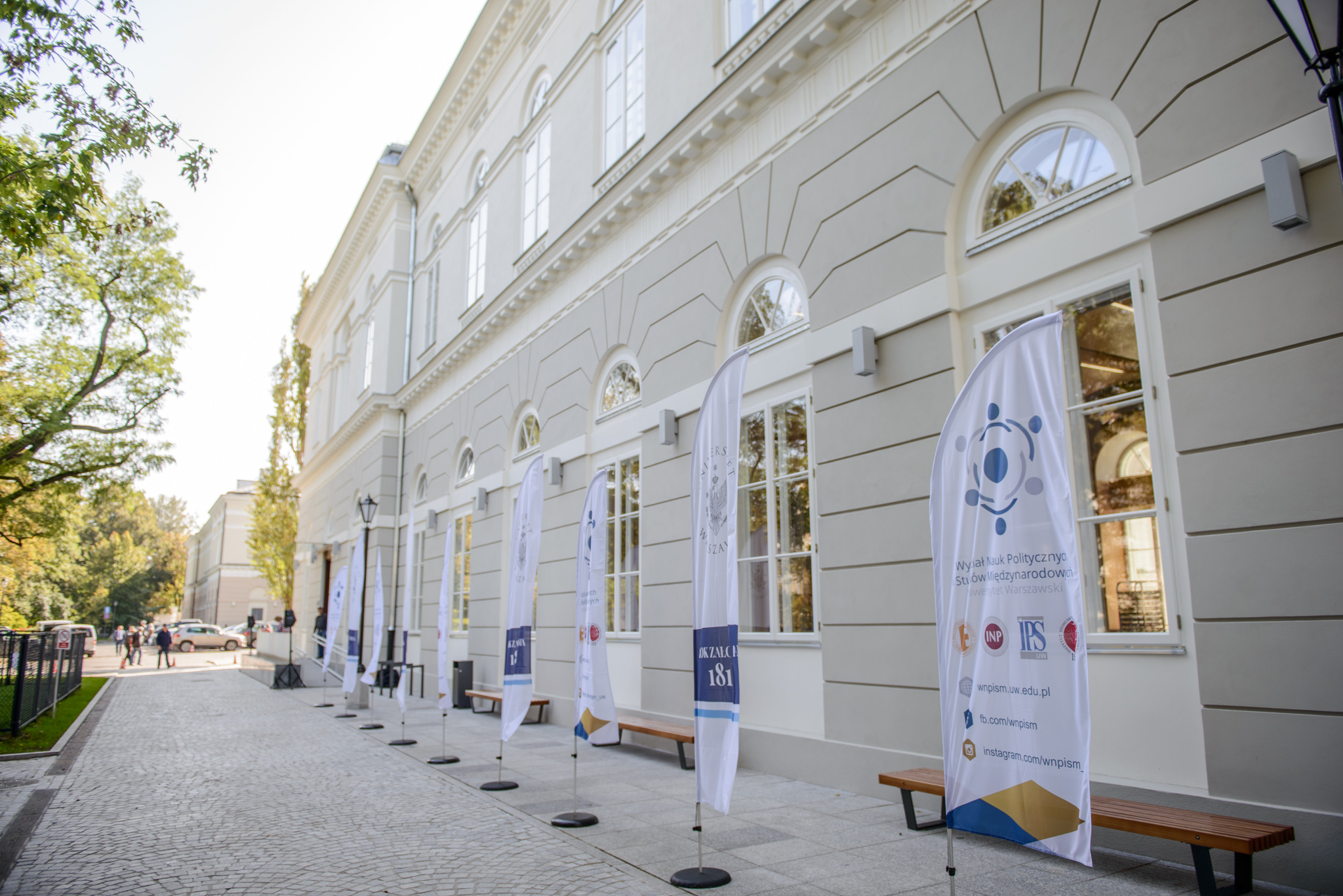
Auditoriumgebäude während der Eröffnungsfeier im September 2017

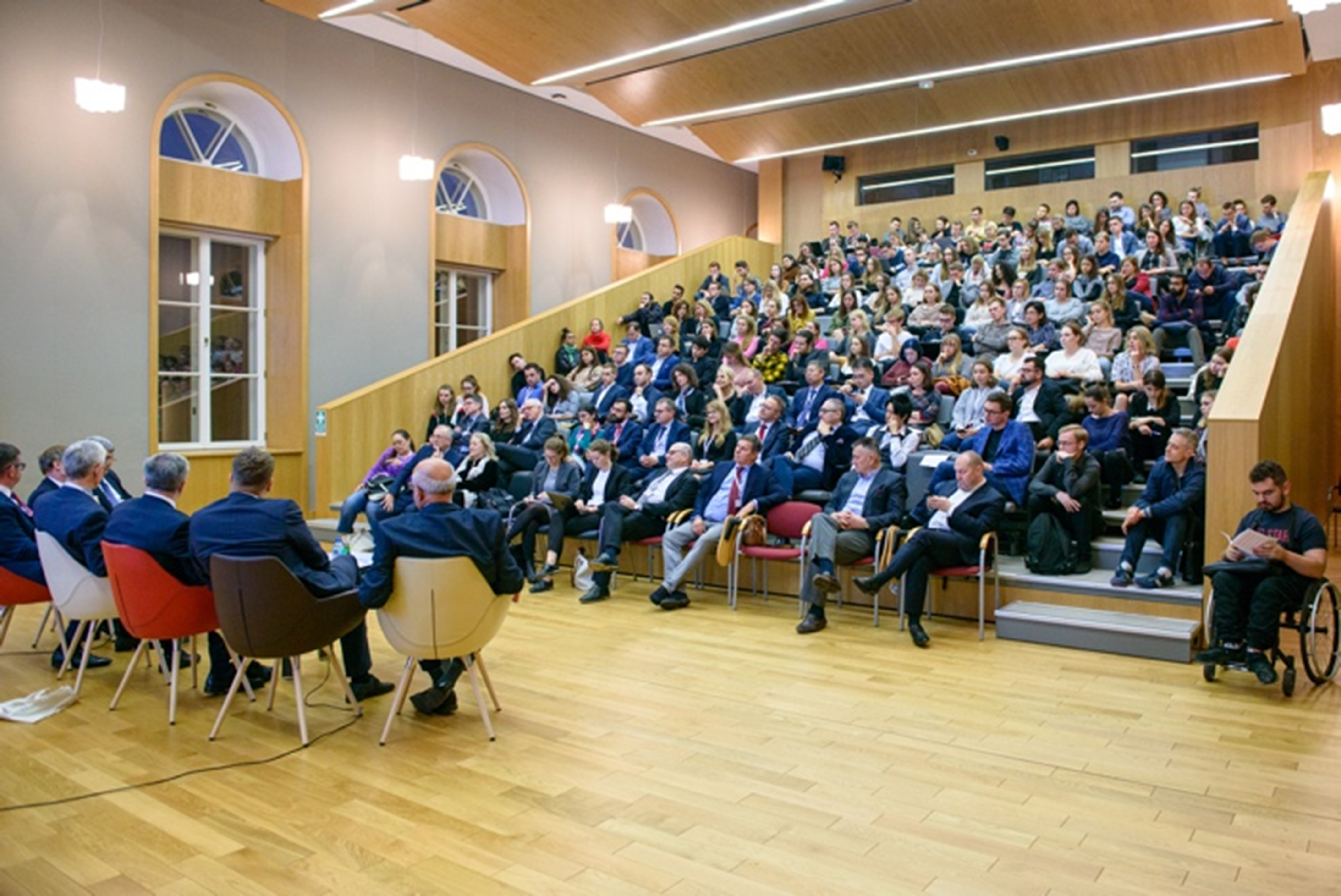
Prof.-Jan-Baszkiewicza-Aula

2017 zog die Fakultät in das historische, renovierte Auditoriumgebäude, das sich auf dem Hauptcampus der Universität Warschau im Zentrum von Warschau (Referenz) befindet. Das renovierte Gebäude verfügt über Büros der Fakultätsverwaltung sowie Unterrichtsräume. Der größte von ihnen – die Prof.-Jan-Baszkiewicz-Aula – hat 150 Plätze und ist einer der modernsten Räume dieser Art an der Universität Warschau. Darüber hinaus befindet sich im Gebäude unter anderem ein modernes Fokusforschungsstudio mit einem venezianischen Spiegel.

## Behörden

### Dekangruppe
- Dekan: HDR Daniel Przastek
- Prodekan für Studentenangelegenheiten: PhD Justyna Godlewska-Szyrkowa
- Prodekan für wissenschaftliche Forschung und ausländische Zusammenarbeit: PhD Łukasz Zamęcki

### Mitarbeiter
- Maciej Duszczyk (ehemaliger Prorektor der Universität Warschau)
- Jacek Czaputowicz (Außenminister)
- Stanisław Filipowicz (stellv. Vorsitzender der Staatlichen Akademie der Wissenschaften)
- Grzegorz Rydlewski (ehemaliger Leiter der Kanzlei des polnischen Premierministers)
- Stanisław Sulowski
- Błażej Poboży (stellv. Innen- und Verwaltungsminister)
- Gertruda Uścińska (Vorsitzender der Sozialversicherungsanstalt)
- Konstanty Wojtaszczyk
- Jakub Zajączkowski
- Jacek Męcina (ehemaliger stellv. Wirtschafts- und Arbeitsminister)
- Ryszard Zięba (Jean Monnet Chair)
- Tomasz Żukowski (ehemaliger Berater des Präsidenten der Republik Polen)
- Bartłomiej Zdaniuk (Botschafter der Republik Polen in Moldawien)
- Szewach Weiss (ehemaliger Botschafter von Israel in Polen, ehemaliger Knesset-Abgeordneter)
- Zbigniew Lasocik
- Roman Kuźniar (ehemaliger Berater des Präsidenten der Republik Polen)